# Geneva Open 2018
Geneva Open 2018 — тенісний турнір, що проходив на ґрунтових кортах у місті Женева, Швейцарія з 21 травня. Належав до категорії ATP World Tour 250.

## Фінальна частина

### Одиночний розряд
Мартон Фучович —  Петер Гойовчик 6–2, 6–2

### Парний розряд
Олівер Марах /  Мате Павич —  Іван Додіг /  Ражів Рам 3–6, 7–6(7–3), [11–9]